# Prolepsis huatajata
Prolepsis huatajata är en tvåvingeart som beskrevs av Lamas 1973. Prolepsis huatajata ingår i släktet Prolepsis och familjen rovflugor.
Artens utbredningsområde är Bolivia. Inga underarter finns listade i Catalogue of Life.